# 耗甲基杆菌属
耗甲基杆菌属为黄色杆菌科的一属细菌。该属的模式种为多噬耗甲基杆菌（Methylorhabdus multivorans）。

## 下属物种
本属包括以下物种：
- 多噬耗甲基杆菌 Methylorhabdus multivorans Doronina et al., 1996